# Antonio Cano (fraile)

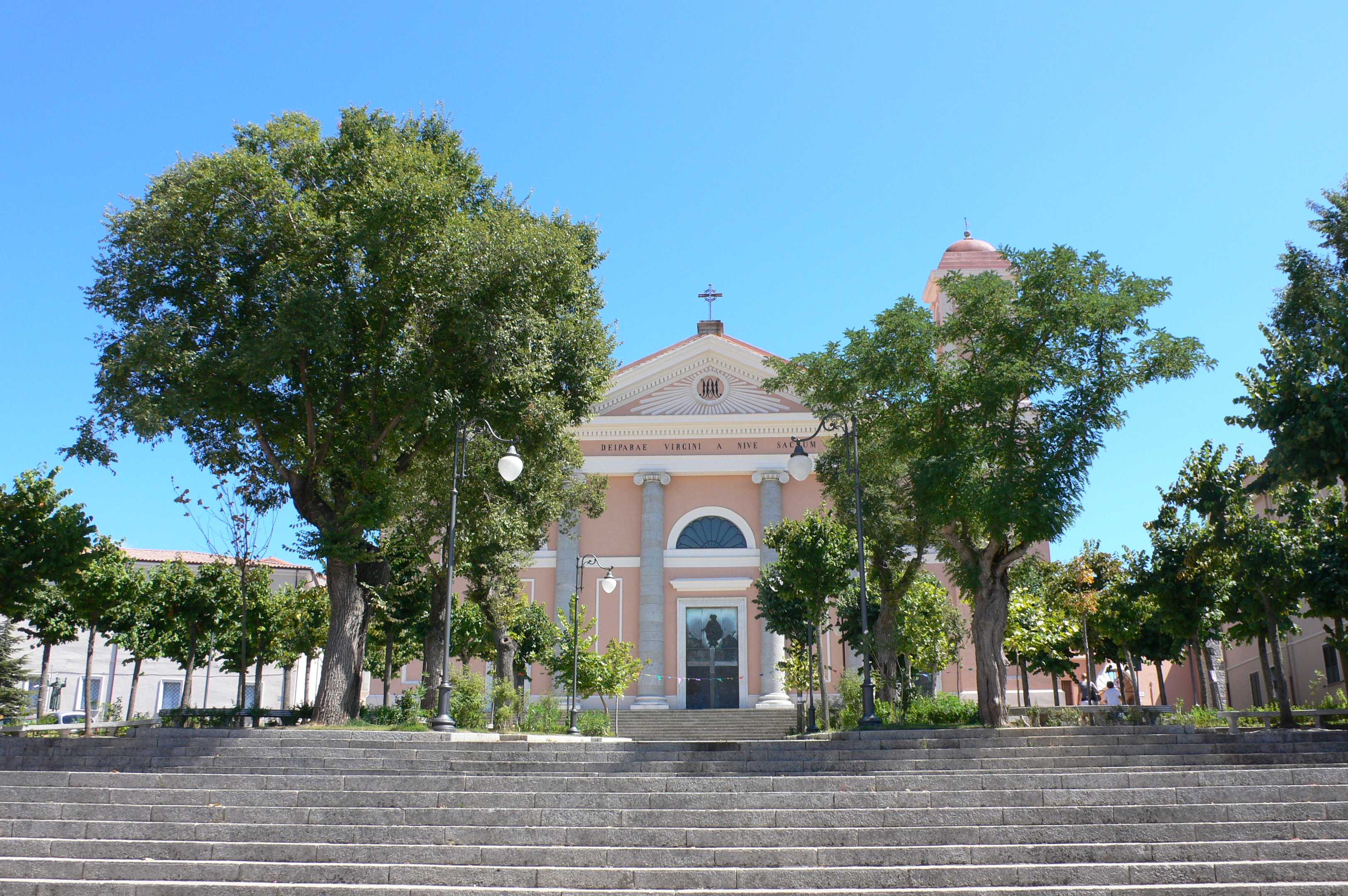
La Catedral de Nuestra Señora de las Nieves.

Fray Antonio Cano (Sácer, 1779-Nuoro, 1840) fue un escultor, arquitecto y fraile laico italiano del Reino de Cerdeña.
Es conocido por haber sido el arquitecto de la Catedral de Nuestra Señora de las Nieves en Nuoro, pero también diseñó iglesias en Oristán.

## Primeros años
Nacido en 1779 en Sácer, en la isla de Cerdeña, Cano se convirtió en escultor y fraile laico de la Orden de Frailes Menores Conventuales. Estudió arquitectura en Roma en la Academia de San Lucas, y se formó como escultor como alumno de Antonio Canova.

## Carrera
Aunque formado en el neoclásico, Cano se sintió atraído por el estilo rococó, que se adaptaba mejor a su temperamento. Un ejemplo de tal trabajo es una estatua de la Inmaculada Concepción que hizo para la iglesia de Santa Maria di Betlem (Santa María de Belén) en su ciudad natal de Sácer.
Uno de los primeros encargos fue un monumento funerario en la catedral de Cagliari para un hijo de la familia real, Carlo Emanuele, único hijo de Carlo Amedeo de Saboya y su esposa María Teresa de Austria, que murió de viruela en 1799. El trabajo no agradó a los padres del niño.
Como arquitecto, Cano combinó el neoclásico con el rococó. Su trabajo incluye la renovación del palacio de los escolapios en Oristán y la iglesia en Sácer. Cano también se encargó de demoler y reconstruir iglesias en Oristán.
Cano también afirmó ser pintor y arqueólogo.
En 1836, la iglesia catedral de la diócesis católica de Nuoro en Cerdeña se consideró demasiado pequeña y Giovanni Maria Bua, arzobispo de Oristán, ordenó que se derribara para dar paso a una nueva catedral proyectada de Nuestra Señora de las Nieves. El trabajo de diseñarlo fue encomendado a Cano.
En 1840, Cano se cayó de un andamio en la catedral mientras se trabajaba en ella, y murió pocas horas después.
Un comentarista inglés en 1849 señaló que Cano había «mostrado un gusto y un conocimiento considerables en el estilo y las proporciones» de su catedral neoclásica. El edificio se completó en gran parte en 1853 y se consagró el 3 de julio de 1873.
Tras la muerte de Cano, el conde Alberto della Marmora, gobernador general de Cerdeña, lo acusó de ser un arquitecto mediocre que había «destruido un número considerable de antiguas basílicas». De manera similar, una evaluación del siglo XX fue que si bien su actividad como arquitecto fue extraordinariamente intensa, a menudo fue injustamente destructiva, en su hostilidad hacia la herencia gótica.